# Altable
Altable è un comune spagnolo di 46 abitanti situato nella comunità autonoma di Castiglia e León nella comarca di Ebro.